# 마크 앤드루스 (프로레슬링 선수)

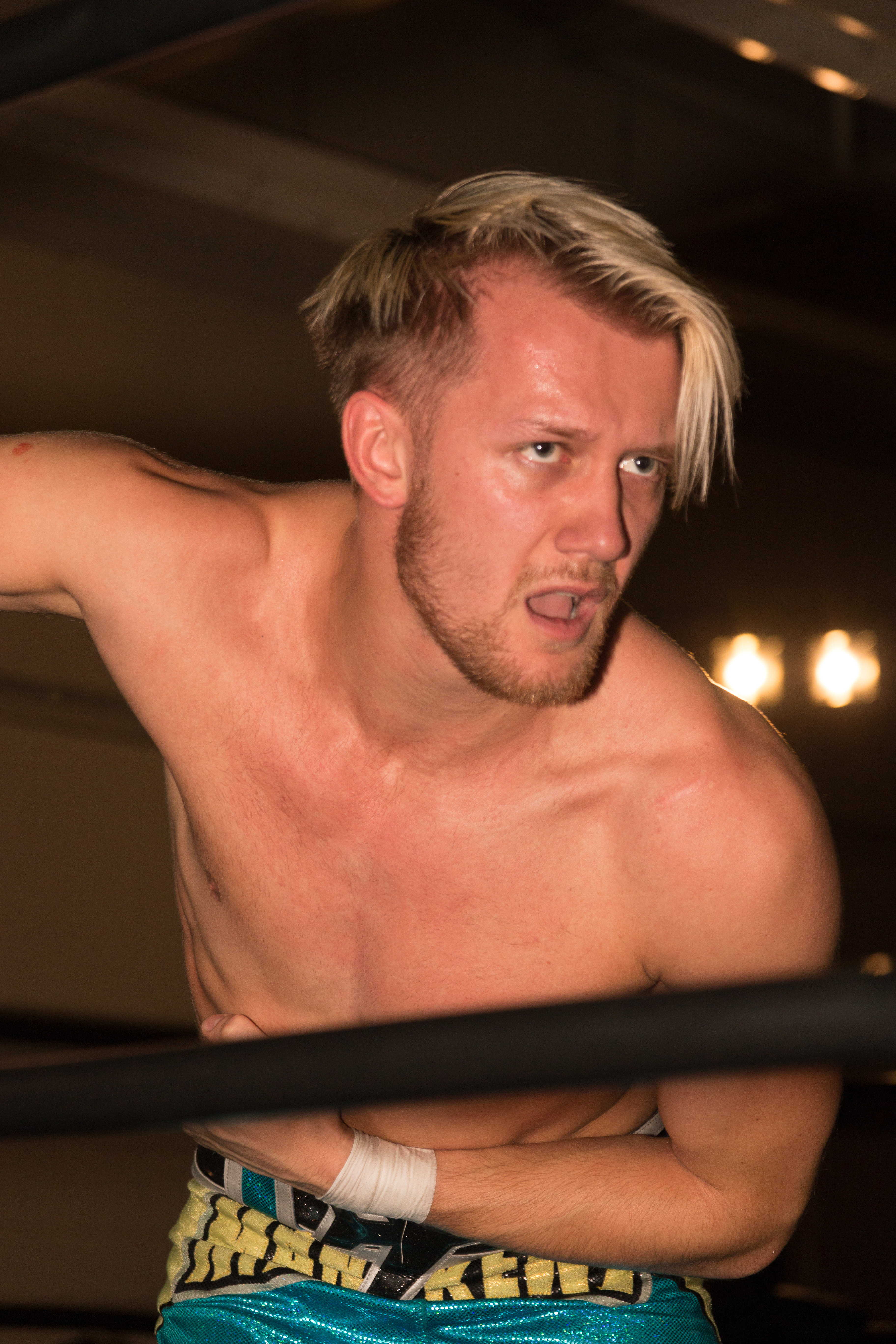

마크 앤드류스(Mark Andrews, 1992년 1월 25일 ~ )는 영국 웨일즈 출신의 전 TNA, 현 WWE 소속의 프로레슬러이다.
그는 WWE에서 NXT UK 브랜드에서 공연한 시간으로 가장 잘 알려져 있다. 앤드류스는 태그 팀 파트너인 플래시 모건 웹스터(Flash Morgan Webster)와 함께 WWE 역사상 최초의 웨일스 챔피언 중 한 명이었다. 그는 맨드류스(Mandrews)라는 링 이름으로 임팩트 레슬링(TNA)에서 시간을 보낸 것으로도 유명하다. 그는 또한 밴드 주니어의 베이시스트이자 공동 리드 보컬이기도 하다.

## 수상 경력
- TNA 브리티쉬 부트캠프 시즌2 우승